# Paul Jiang Taoran
Paul Jiang Taoran (* 1926 in Qingyuan; † 15. November 2010 in Shijiazhuang) war römisch-katholischer Bischof in Shijiazhuang in China.

## Leben
Jiang Taoran studierte Theologie und Philosophie in Peking. 1953 empfing er die Priesterweihe und war von 1953 bis 1957 als Priester in Peking und Yi (Hebei) tätig. Von 1957 bis 1967 war er Seelsorger in einem Krankenhaus. Während der Kulturrevolution von 1966 bis 1976 war er in einem Arbeitslager mit dem Namen „Reform durch Arbeit“ interniert. Nach seiner Freilassung 1978 arbeitete er bis 1981 wieder als Krankenhausgeistlicher in Shijiazhuang, ab 1982 als Offizieller für das Bistum Shijiazhuang.
Jiang Taoran wurde 1989 ohne päpstliche Ernennung zum Bischof der Diözese Shijiazhuang geweiht, und erst 2008 von Papst Benedikt XVI. anerkannt. Er diente als Bischof dem langjährigen inhaftierten Bischof von Zhengding, Julius Jia Zhiguo.
Jiang ordinierte eine große Zahl von Priestern, gab neue Impulse für die Ordensgemeinschaften und war bei der Beschaffung von kirchlichen Eigentum gegenüber den staatlichen Restitutionen engagiert. Er gründete den Anna-Verein für die gläubigen Laien der Diözese.
Jiang verstarb nach Herzversagen. Er wurde in der Kathedrale Immaculate Conception (North Church) in Shijiazhuang bestattet.